# Croughton (Cheshire)
Pour les articles homonymes, voir Croughton.
Croughton est une paroisse civile et un village du Cheshire, en Angleterre.